# Пресек (Баварска)
Пресек (њем. Presseck) град је у њемачкој савезној држави Баварска. Једно је од 22 општинска средишта округа Кулмбах. Према процјени из 2010. у граду је живјело 1.998 становника. Посједује регионалну шифру (AGS) 9477148.

## Географски и демографски подаци
Пресек се налази у савезној држави Баварска у округу Кулмбах. Град се налази на надморској висини од 642 метра. Површина општине износи 54,8 km². У самом граду је, према процјени из 2010. године, живјело 1.998 становника. Просјечна густина становништва износи 36 становника/km².